# La moglie di Tchaikovsky
La moglie di Tchaikovsky (Žena Čajkovskogo) è un film del 2022 scritto e diretto da Kirill Serebrennikov.
È stato presentato in concorso al 75º Festival di Cannes.

## Trama
Incapace di accettare l'omosessualità del marito, Antonina Miljukova, moglie di Pëtr Čajkovskij, sprofonda lentamente nella pazzia.

## Distribuzione
Il film è stato presentato in anteprima il 18 maggio 2022 in concorso al 75º Festival di Cannes.
In Italia, il film è stato presentato in anteprima al Seeyousound International Music Film Festival di Torino il 24 febbraio 2023, per poi essere distribuito nelle sale cinematografiche da Arthouse a partire dal 5 ottobre 2023.

## Accoglienza
Il film ha un indice di approvazione dell'84% su Rotten Tomatoes, basato su 32 recensioni e una valutazione media di 6,6/10. Metacritic ha assegnato al film un punteggio medio ponderato di 50 su 100, basato su 10 critici, indicando "recensioni miste o medie".

## Riconoscimenti
- 2022 - Festival di Cannes[1]
  - In concorso per la Palma d'oro
  - In concorso per la Queer Palm